# Perdita quadrinotata
Perdita quadrinotata är en biart som beskrevs av Timberlake 1968. Perdita quadrinotata ingår i släktet Perdita och familjen grävbin. Inga underarter finns listade i Catalogue of Life.